# Киселёв, Александр Иванович
Александр Иванович Киселёв (псевдонимы — Учитель, А. К.; (11 апреля) 1903, Сатановка — 24 февраля 1967, Киев) — украинский советский литературовед, переводчик, доктор филологических наук (с 1964 года).

## Биография
Родился 29 марта (по новому стилю 11 апреля) 1903 года в селе Сатановка (ныне Городокского района Хмельницкой области) в семье Ивана Киселёва, который заведовал казенной лавкой. Когда он подрос и получил начальное образование, родители отдали 10-летнего сына учиться в Каменец-Подольского — в мальчишескую духовную школу в подготовительный класс. Чтобы материально обеспечить свое обучение парень поступил до архиерейского хора — этим самым получил право бесплатно учиться, а также первоочередно брать школьные учебники.
Окончив в 1919 году училище перешло к Подольской духовной семинарии. Зимой учился, а летом ходил на заработки, чтобы иметь возможность заниматься. В 1920 году семья Киселёвых из Сатановки переехала поближе к Каменцу — в село Великие Армяне (ныне Великозалесье). 1921 года, когда в Каменце-Подольском окончательно утвердились большевики, семинарию расформировали. Саша как раз заканчивал второй курс. Но именно тогда в городе открылись педагогические курсы имени Ивана Франко. Поэтому Александр Киселёв вместе с другими семинарскими товарищами поступил на эти курсы.
Учиться было очень тяжело, ибо положение Сашиных родителей было настолько тяжелое, что они почти ничем не могли помочь сыну. Чтобы иметь возможность учиться, Александр искал какой-вспомогательной работы. Сначала просто ходил после лекций на разного рода черные работы: например, резать и колоть дрова. Впоследствии стал помощником заведующего Каменецкой публичной библиотеки.
В январе 1923 года вся семья Киселёвых заболела тифом. Поэтому Александр вынужден вернуться в Великие Армяне, чтобы ухаживать за больными и следить за хозяйством. Юноша покинул педагогические курсы, которые несколько раз переформировывались и переименовывались, пока не были присоединены к педагогическим курсам имени Михаила Драгоманова. Именно в то время, после пожара, педкурсы имени Драгоманова влились в ИНО (институт народного образования), и Александру товарищи по курсу перешли на четвёртый триместр института. А Киселёв, помогая родителям вести хозяйство, даже заявления не подавал и остался вне стен ИНО. В Больших Армянах грамотного парня избрали членом исполкома сельского совета, в состав ревизионной комиссии.
Но юношу не покидала мысль о педагогической работе, и как только хозяйство родителей немного стало на ноги, Александр в мае 1925 года снова отправился в Каменец-Подольский: поступил практикантом в Каменецкий детский городок, свободное время проводил за книгами, пытаясь пополнить знания, посещал учительские курсы по переподготовке. В конце июня, когда были экзамены для лиц, желающих преподавать, Александр Киселёв успешно сдал экзамен и получил право учительствовать.
Война прервала плодотворную работу ученого. В составе войск 1-го Украинского фронта Александр Иванович прошел от Днепра до Эльбы. Службу в Советской армии закончил в мае 1946 года начальником дивизионной партийной школы.
Демобилизовавшись, ученый вновь работал в Институте литературы АН УССР. По совместительству в Киевском университете читал общий курс украинской литературы и спецкурс «Жизнь и творчество Павла Грабовского». И, конечно, не покидал исследований, итогом которых стал выход в свет трехтомника Павла Грабовского (в 1959—1960 годах), два издания монографии о жизни и творчестве поэта (1951 и 1959 года). За второе, дополненное и переработанное издание монографии Александру Ивановичу 1963 года присудили ученую степень доктора филологических наук.
Исследовал ученый и творчество других писателей 19 века, в частности, поэтическое творчество Ивана Франка.
С 1964 года ученого уволили с работы. Чтобы поддержать больного мужа, жена Любовь Никифоровна, как отмечает литературовед Виталий Мацко, «перед праздниками сама сочиняла тексты поздравлений от руководства Института литературы и от парткома и бросала в почтовый ящик».
Умер ученый 24 февраля 1967 года. Похоронен в Киеве на Байковом кладбище.